# De Hulk (natuurgebied)
De Hulk is een natuurgebied van circa 58 hectare, dat is gelegen langs de Hoornse Hop bij de buurtschap De Hulk in de Nederlandse provincie Noord-Holland.
De Hulk is een deels buitendijks gelegen natuurgebied langs de IJsselmeerdijk, een deel van de Westfriese Omringdijk, langs de Hoornse Hop tussen Hoorn en Scharwoude. Het gebied ligt binnen de grenzen van twee gemeenten. Het grootste deel ligt in de gemeente Koggenland en een kleiner deel in de gemeente Hoorn. Het natuurgebied wordt beheerd door Staatsbosbeheer. Vooral het buitendijks gelegen gedeelte van het gebied is van belang als voedsel- en broedgebied voor weide- en watervogels.

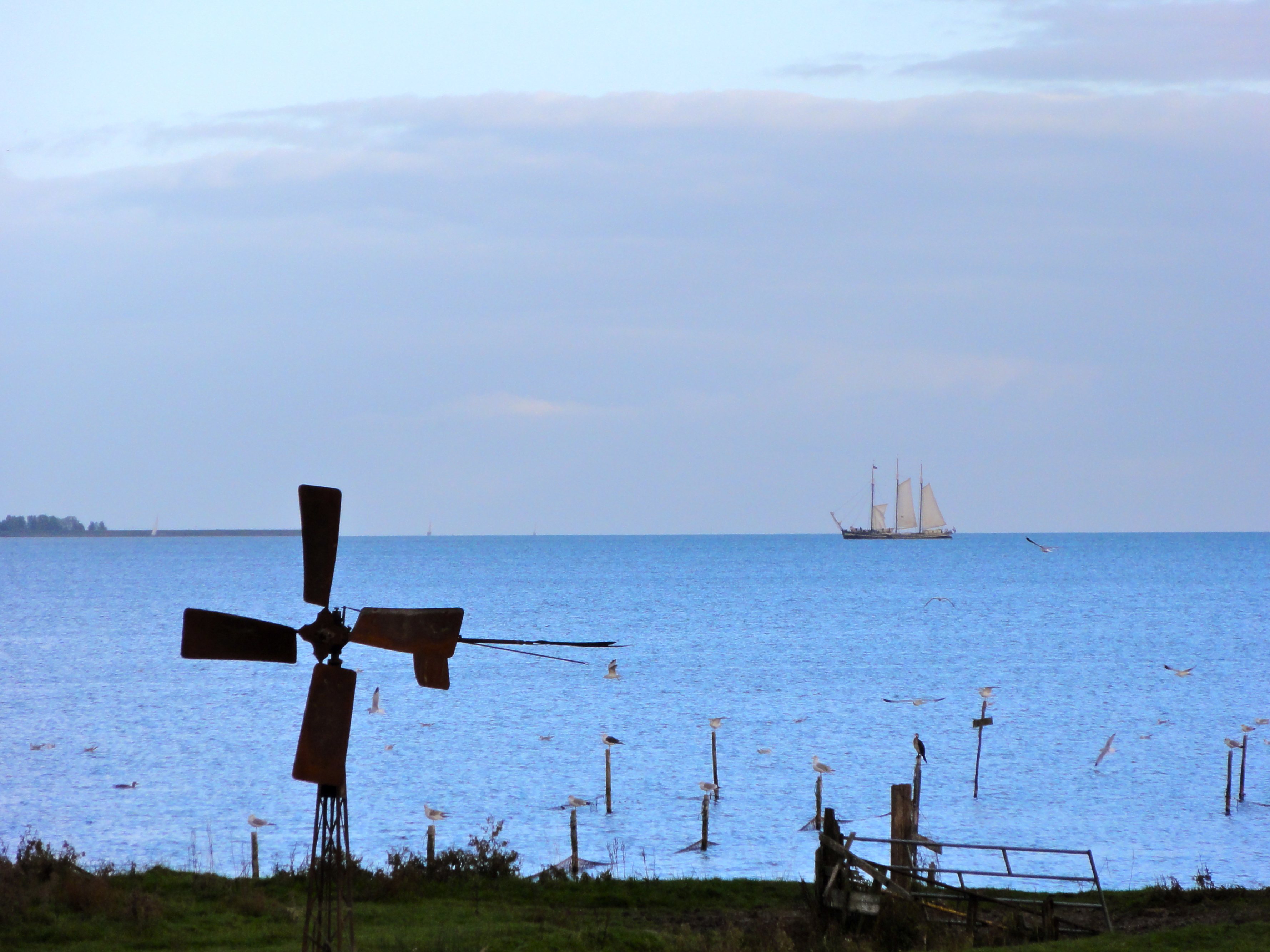
Zicht op de kust van de Hoornse Hop bij De Hulk met watervogels